# Tokugawa Tsunayoshi
Tokugawa Tsunayoshi (徳川 綱吉? n. 23 februarie 1646, Edo Castle⁠(d), Tōkaidō⁠(d), Japonia – d. 19 februarie 1709) a fost cel de-al cincilea shōgun al Dinastiei Tokugawa din Japonia. El era cel mai mic frate al lui Tokugawa Ietsuna, asta făcându-l direct fiul lui Tokugawa Iemitsu, nepotul lui Tokugawa Hidetada, si strănepotul lui Tokugawa Ieyasu.
Tsunayoshi este cunoscut pentru punerea bazelor legilor pentru protecția animalelor, în special pentru câini. Astfel, el capătă porecla de "câinele shōgun". El a avut un câine pe care îl numise Takemaru.

## Tinerețe (1646–1680)

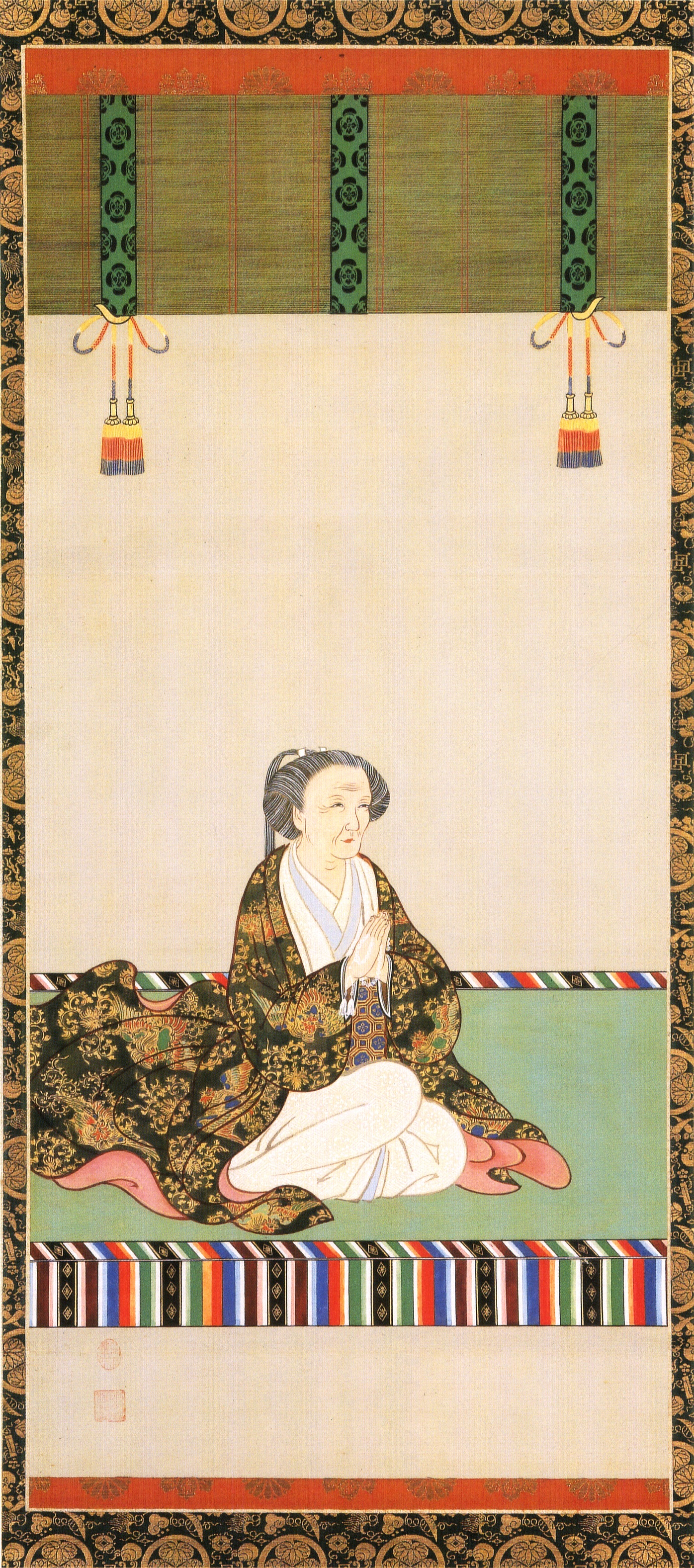
Keishōin, mama lui Tsunayoshi

Tokugawa Tsunayoshi a fost născut pe 23 februarie 1646 în Edo. El era fiul lui Tokugawa Iemitsu cu una dintre concubinele sale, pe nume Otama, mai târziu cunoscută sub numele de Keishōin 桂昌院 (1627–1705). Tsunayoshi a avut un frate mai mare decât el, cu 5 ani, care avea sa devină următorul shōgun după moartea lui Iemitsu, Tokugawa Ietsuna. Tsunayoshi a fost de asemenea născut în Edo și imediat după nașterea sa, a fost mutat împreuna cu mama sa, la apartamentul ei privat din Castelul Edo. Fiul mai tânăr, Tsunayoshi, s-a remarcat prin precocitatea și entuziasmul de la o vârsta fragedă, iar tatăl sau, cel de-al treilea shogun, Iemitsu, a devenit înfricoșat de ideea că acesta ar putea lua poziția fratelui său mai mare, acesta având o fire mai plicticoasă, astfel Iemitsu, a ordonat ca băiatul (Tsunayoshi) să nu fie crescut ca și samurai/războinic, ci ca și cărturar/savant. Numele său din copilărie a fost Tokumatsu (徳松).
Mama sa era o fiica adoptată de familia Honjō, condusă de Honjō Munemasa (1580–1639) în Kyoto, pe când tatăl sau a fost shōgun. Parinții naturali ai mamei sale erau negustori în Kyoto. Această femeie remarcabilă a fost foarte apropiată de Tsunayoshi înca din copilăria sa, pe când fratele său mai mare, Ietsuna, începuse sa se bazeze pe membrii din consiliu pentru domnia sa, pe când Tsunayoshi facuse exact opusul, bazându-se pe sfaturile mamei sale până la moartea acesteia.
În 1651, shōgun-ul Iemitsu a murit când Tsunayoshi avea doar 5 ani, fratele său mai mare, Tokugawa Ietsuna, devenind astfel shōgun. În cea mai mare parte, viața lui Tsunayoshi de-a lungul domniei fratelui său ca și shōgun, este necunoscută, dar el niciodată nu și-a sfătuit fratele.

## Familie
- Tată: Tokugawa Iemitsu
- Mamă: Keishōin (1627–1705)
- Nevastă: Takatsukasa Nobuko (1651–1709) mai târziu Jokoin
- Concubine:
  - Oden no Kata (1658–1738) mai târziu cunoscută sub numele de Zuishun-in
  - Yasuko no Kata (m. 1681) mai târziu cunoscută sub numele de Seichōin
  - Domnița Emonosuke (m. 1705)
  - Domnița Osuke (m. 1714) mai târziu cunoscută sub numele de Jukoin
  - Domnița Shinsuke mai târziu cunoscută sub numele de  Sheishin-in
- Copii:
  - Tsuruhime (1677–1704) născut de Oden și măritată cu Tokugawa Tsunanori al Filierei Kii
  - Tokugawa Tokumatsu (1679–1683),Filiera Tatebayashi, născut de Oden
  - Tokugawa Chomatsu (1681–1683) născut de Yasuko
- Copii adoptați:
  - Tokugawa Ienobu
  - Kichihime (1697–1701), fiica lui Midaidokoro
  - Yaehime (1689–1746) fiica lui Takatsukasa Sukenobu și măritată cu Tokugawa Yoshizane din familia Mito, iar mai târziu Yousen-in a mai făcut încă o fiică, Miyohime, măritată cu Tokugawa Munetaka, de asemenea fiica lui Midaidokoro
  - Matsuhime fiica lui Tokugawa Tsunanari, măritată cu Maeda Yoshinori, fiica lui Midaidokoro
  - Takehime (1705–1772), fiica lui Hirosada Seikan'in și adoptată de Tokugawa Yoshimune, ea fiind măritată cu Shimazu Tsugutoyo al filierei Satsuma și cunoscuta sub numele de Joganin, a avut o fiica, Kikuhime (1733–1808) fiica lui Midaidokoro și mai apoi fiica lui Okume no Kata când aceasta a devenit fiica adoptată a lui Yoshimune

## Disputa succesiunii (1680)
În 1680, shōgun-ul Ietsunaa murit la o vârstă prematură de doar 38 ani.
- 4 iunie 1680 (Enpō 8, a 8-a zi a celei de-a 5-a lună): Moartea shōgun-ului Ietsuna duce la ascensiunea lui Tsunayoshi ca și director al shōgunat-ului.
- 1680–81 (Enpō 8): Gokoku-ji în Edo este fondat în onoarea mamei lui Tsunayoshi.
- 1681 (Tenna 1): Ceremonia de învestire a lui Tsunayoshi ca și shōgun.

O luptă pentru putere a urmat, și pentru o perioadă lungă de timp, succesiunea a rămas o întrebare fără răspuns. Sakai Tadakiyo, unul dintre consilierii favoriți ai lui Ietsuna, a sugerat ca succesiunea la tron sa nu fie lăsată unei persoane din familia Tokugawa, ci mai bine, unei persoane cu sânge nobil, nominalizând astfel unul dintre fii Împăratului Go-Sai ca și următorul shōgun (de-a lungul shōgunatului Kamakura) dar Tadakiyo a fost respins imediat după.
Hotta Masatoshi, unul dintre cei mai brilianți consilieri ai shōgun-ului Ietsuna, a fost prima persoană ce l-a nominalizat pe Tokugawa Tsunayoshi ca și următorul shōgun, acesta fiind fratele fostului shōgun și fiul celui de al treilea shōgun. Într-un sfârșit, în 1681 (Tenna 1), a fost confirmată înălțarea la tron a lui Tsunayoshi; și astfel el a devenit cel de-al cincilea shōgun al shōgunatului Tokugawa.

## Shōgun(1680–1709)
Îndată ce a devenit shōgun, Tsunayoshi i-a oferit lui Hotta Masatoshi titlul de Tairo, drept mulțumire ca i-a asigurat succesiunea. Aproape imediat după ce a devenit shōgun, a ordonat unui vasal din Takata sa se sinucidă, din cauza faptului ca guvernarea sa nu a fost mulțumitoare. dovedind abordarea sa strictă fată de codul samuraiului. Pe urmă el a confiscat feuda sa de 250.000 koku. În timpul domniei sale, el a confiscat un total de 1.400.000 koku.
În anul 1682, shōgun-ul Tsunayoshi a ordonat cenzorilor și poliției să crească nivelul de trai al cetățenilor. Curând, prostituția a fost interzisă, chelnerițele nu au mai putut fi angajate în ceainării, iar țesăturile rare și scumpe au fost interzise. Cu toate acestea, din nou, datorită  sfaturilor materne, Tsunayoshi a devenit foarte religios, promovând Neo-Confucianismul lui Zhu Xi. In 1682, el a citit pentru daimyōs o expoziție ce aparținea ''Marii Învățături'', care a devenit o tradiție anuală la curtea shōgunilor. Curând a început să tină predici și mai des, iar în 1690 a ținut o predică despre lucrarea Neo-Confuciană la Shinto și daimyō-lor Budiști, chiar și trimișilor de la Curtea Împăratului Higashiyama în Kyoto. De asemenea, a fost interesat de o mulțime de lucrări chinezești, în principal de The Great Learning (Da Xue) și The Classic of Filial Piety (Xiao Jing). Tsunayoshi a iubit totodată arta și teatrul Noh.
În anul 1691, Engelbert Kaempfer a vizitat Edo drept parte din ambasada anuala olandeza de la Dejima din Nagasaki. El a mers din Nagasaki la Osaka, la Kyoto și de acolo la Edo. Kaempfer ne oferă informații despre Japonia de la începutul domniei lui Tokugawa Tsunayoshi. În anul 1692, în timp ce ambasada olandeza a intrat în Edo, au cerut sa aibă o audientă cu Shogun-ul Tsunayoshi. În timp ce așteptau aprobare, un incendiu a distrus 600 de case în Edo, iar audienta a fost amânată. Tsunayoshi și mai multe doamne de la Curte au stat în spatele unor ecrane, in vreme ce ambasada olandeza a stat în fata lor. Tsunayoshi s-a interesat de problemele occidentale și aparent le-a cerut sa vorbească și să cânte intre ei pentru a analiza cum se comporta occidentalii. Tsunayoshi a aranjat o piesa de teatru Noh pentru ei.
Datorită fundamentalismului religios, Tsunayoshi a căutat să protejeze animalele în ultima parte a domniei sale. În anii 1690 și în primul deceniu al secolului 18, Tsunayoshi, născut în Anul Câinelui, s-a gândit că trebuie să ia măsuri în ceea ce privește câinii. O colecție de decreturi publicată zilnic, cunoscuta sub numele de Decreturi privind Compasiunea pentru Animale, spune populației, inter alia, sa protejeze câinii, din moment ce în Edo mișunau prea multi câini vagabonzi și bolnavi. Astfel, el a primit titlul de Inu-Kubō (犬公方:Inu=Câine, Kubō=titlul formal de Shogun).
În anul 1695, erau atât de mulți câini încât Edo a început să miroasă îngrozitor. Un ucenic a fost chiar executat pentru că a rănit un câine. În cele din urmă, problema a fost remediată, pentru că 50.000 de câini au fost deportați în cuști în suburbiile din orașe unde ar fi adoptați. Aceștia erau hrăiniți cu orez și peste pe cheltuiala cetățenilor din Edo care plăteau taxe.
În ultima parte a domniei lui Tsunayoshi, el a fost sfătuit de către Yanagisawa Yoshiyasu. A fost o eră de aur a artei japoneze, cunoscută drept era Genroku.
În anul 1701, Asano Naganori, daimyo al hanului Ako, fiind jignit de Kira Yoshinaka în Castelul Edo, a încercat să îl omoare. Asano a fost executat, dar Kira a rămas nepedepsit. Cei patruzeci și șapte de ronin i-au răzbunat moartea lui Asano prin uciderea lui Kira, devenind o legendă care a influențat o mulțime de piese și povești în acea era. Cea mai de succes dintre acestea a fost o piesa bunraku numita Kanadehon Chushingura (in prezent numită pur și simplu Chushingura, sau ''Comoara Servitorilor Roiali''), scrisă în anul 1748 de către Takeda Izumo și doi asociați; a fost mai târziu adaptată într-o piesă kabuki, fiind una dintre cele mai populare piese din Japonia. Cea mai timpurie relatare cunoscută a incidentului Ako în Occident a fost publicată în anul 1822 în cartea lui Isaac Titsingh numita Ilustratii din Japonia.
În anul 1704, singurul copil în viata a lui Tsunayoshi, Tsuruhime a murit în urma unui avort și la câteva luni ginerele său Tokugawa Tsunanori din Kii Domain o urmează. 
În anul 1706, Edo a fost lovit de un taifun, iar Muntele Fuji a erupt în anul următor.
Primul fiul al lui Tsunayoshi, Tokugawa Tokumatsu (1679-1683) a murit la vârsta de 4 ani din pricina unei boli. Prin urmare, Tsunayoshi a fost urmat la tron de nepotul său, Tokugawa Ienobu, care era fiul celuilalt frate al sau, Tokugawa Tsunashige, fost Lord de Kofu, titlu deținut de Ienobu înainte de a deveni shogun.
Soția oficială a lui Tsunayoshi, Takatsukasa Nobuko, l-a otrăvit pe cel de-al doilea fiu al lui Tsunayoshi numit Chomatsu, fiul concubinei lui favorite, Yasuko. Chosomaru a murit la vârsta de 3 ani. Acest lucru a dat naștere unor suspiciuni cum că l-ar fi otrăvit de asemenea și pe Tokugawa Tokumatsu.

## Moartea
Se insinua că Tsunayoshi a fost înjunghiat de către soția sa după ce acesta încercă să declare un fiu nelegitim ca și unul dintre moștenitorii lui; acest concept, stârnit de către Sanno Gaiki, este respins în arhivele contemporane care explică faptul că Tsunayoshi suferea de pojar la sfârșitul vieții sale și a murit pe 19 Februarie, 1709, în prezența anturajului său. Acesta a murit la doar 4 zile înainte de cea de-a 63-a zi de naștere. I s-a dat numele de Buddhist, Joken'in (常憲院) și a fost înmormântat în Kan'ei-ji.

## Erele bakufu-lui lui Tsunayoshi
Anii în care Tsunayoshi a fost shōgun sunt mai ușor de indentificat cu ajutorul a mai multor ere (nengō).
- Enpō (1673–1681)
- Tenna (1681–1684)
- Jōkyō (1684–1688)
- Genroku (1688–1704)
- Hōei (1704–1711)

## În cultura populară
Reședinta lui Tsunayoshi este subiectul dramei populare din anul 2005, Ōoku: Hana no Ran, în care Tsunayoshi este jucat de către Tanihara Shosuke.
Tsunayoshi apare ca și personaj într-o serie de romane a scriitoarei americane Laura Joh Rowland. Protagonistul, Sano Ichiro, își începe cariera ca și polițist în orașul-capitală Edo. Primul roman, Shinjū din anul 1994, are loc în Ianuarie 1689, primul an al erei Genroku. De-a lungul investigației are loc un dublu omucid considerat ca fiind o sinucidere a unui cuplu, Sano dezvăluie și dejucă planul ucigașului de a-l asasina pe Tsunayoshi și este recompensat cu o promoție la gradul de anchetatorul special al shōgun-ului.  Făcându-și apariția în toate romanele, portretul lui Tsunayoshi este descris ca fiind un homosexual, și slab de înger și un lider inapt, inconștient de faptul că el este o păpușa manipulată de către prima sa iubire, Yanagisawa Yoshiyasu, și mai apoi de către verișorul său Lord Matsudaira.
Tsunayoshi este de asemenea prezentat într-un episod din Demashita! Powerpuff Girls Z în care fantoma sa a fost trezită din morți și posedă primarul, folosindu-se de autoritatea sa pentru a invocă un set de "legi monstruase despre compasiune” asemănătoare cu legile protejării câinilor date de el.
Tsunayoshi Sawada (沢田 綱吉, Sawada Tsunayoshi), este caracter al jocului Katekyo Hitman Reborn, numit după acest shogun.
El apare în Muramasa: The Demon Blade de la Vanillaware ca si antagonist principal.
În seria anime din 2018 Yuru Camp, Nadeshiko are o serie de întâmplări în care aceasta întâlnește un câine, " trimis de către Tsunayoshi".

## Legături externe
- Materiale media legate de Tokugawa Tsunayoshi la Wikimedia Commons

| Titluri regale                  | Titluri regale                                     | Titluri regale               |
| ------------------------------- | -------------------------------------------------- | ---------------------------- |
| Predecesor: Matsudaira Norihisa | Lord of Tatebayashi: Tokugawa Tsunayoshi 1661–1680 | Succesor: Tokugawa Tokumatsu |
| Lideri militari                 |                                                    |                              |
| Predecesor: Tokugawa Ietsuna    | Shōgun: Tokugawa Tsunayoshi 1680–1709              | Succesor: Tokugawa Ienobu    |